# امی نایتو
امی نایتو (انگلیسی: Emi Naito؛ زادهٔ ۶ اکتبر ۱۹۷۹) از برندگان مدال‌های بازی‌های المپیک تابستانی و بازیکن سافت‌بال اهل ژاپن است.